# Hebecnema nitens
Hebecnema nitens är en tvåvingeart som beskrevs av Stein 1909. Hebecnema nitens ingår i släktet Hebecnema och familjen husflugor. Inga underarter finns listade i Catalogue of Life.